# خورخه ماکدا
خورخه ماکدا (اسپانیایی: Jorge Maqueda‎؛ زادهٔ ۱۵ مارس ۱۹۸۸) بازیکن هندبال اهل اسپانیا است.